# ذخیره‌گاه زیست‌کره برکیندجی
ذخیره‌گاه زیست‌کره برکیندجی (به انگلیسی: Barkindji Biosphere Reserve) یک ذخیره‌گاه زیست‌کره در استرالیا است که در نیو ساوت ولز واقع شده‌است.